# Ludolph Frederik Buchwald-Brockdorff
Ludolph Frederik baron Buchwald-Brockdorff, født Buchwald (25. marts 1752 på Gudumlund – 18. januar 1812 i Odense) var en dansk officer, bror til Friedrich von Buchwald.
Han var søn af ejer af Gudumlund, major Peder Mathias von Buchwaldt og hofmesterinde Idalia Ilsabe Ludvigsdatter von Bassewitz, blev 1759 kornet af kavaleriet, 1762 kornet reformé ved Sjællandske nationale Rytterregiment, 1766 sekondløjtnant med anciennitet fra 1763, 1769 sekondløjtnant reformé ved Livgarden til Fods og 1771 dimitteret. Samme år blev han student, privat dimitteret, 1775 kammerjunker hos Arveprins Frederik, 1776 cand.jur. og 1777 kammerherre. Han fik 26. maj 1784 bevilling at føre titel af baron og navnet Buchwald-Brockdorff.

## Ægteskaber
Han ægtede første gang 18. november 1777 i Mesinge Kirke Charlotte Amalie baronesse Brockdorff (25. april 1752 på Lykkesholm - 23. juni 1811), datter af lensbaron Schack Brockdorff til Baroniet Scheelenborg og Charlotta Amalia Lente af Adeler. Parret blev separeret 1784.
Anden gang ægtede han 1. maj 1788 i Davinde Kirke Sophie Magdalene Leth (4. april 1752 på Sanderumgård - 7. oktober 1837 i Odense), datter af generalløjtnant Mathias Leth og Catharina Hedvig Brockenhuus von Løwenhielm.